# Ulica Juliana Dunajewskiego w Krakowie
Ulica Juliana Dunajewskiego – ulica w Krakowie, w dzielnicy I Stare Miasto, na Piasku, biegnąca wzdłuż Plant. Stanowi fragment I obwodnicy, będąc przedłużeniem ul. Podwale, jej kontynuacją jest ul. Basztowa. Ulicą przebiega torowisko tramwajowe.

## Historia
Początkowo, od 1881 roku, nosiła nazwę Podwale, jak cała droga biegnąca wzdłuż murów miejskich, po ich zewnętrznej stronie. Imię Juliana Dunajewskiego otrzymała w roku 1907, po śmierci J. Dunajewskiego, który posiadał przy ulicy dom. W latach 1951–1991 nosiła nazwę ulica 1 Maja.
Na ulicy w dniu 6 listopada 1923 roku, w rejonie Domu Robotniczego (Kasy Chorych) doszło do niezwykle krwawych starć między demonstrującymi robotnikami, uzbrojonymi w karabiny i rewolwery a wojskiem i policją. W walkach wziął udział szwadron ułanów i samochód pancerny, który został zdobyty przez strajkujących. Do żołnierzy i policjantów strzelano z okien Domu Robotniczego i zza drzew Plant. W Kasie Chorych przetrzymywano jako jeńców rozbrojonych i rannych wojskowych. W starciach zbrojnych poległo wówczas w Krakowie 14 oficerów i żołnierzy, a rany odniosło 101 wojskowych i 38 policjantów. Wojsko i policja zastrzeliło 14 robotników. Zginęły również 4 przypadkowe osoby cywilne, a kilkadziesiąt było rannych. Ponadto zabito 61 koni, a 70 raniono. Ofiary starć pochowano na Cmentarzu Rakowickim.

## Zabudowa
Po stronie wschodniej ulicy znajdują się Planty a zabudowana jest tylko zachodnia pierzeja. Budynki to głównie kamienice w stylu XIX wiecznego historyzmu.
- ul. Dunajewskiego 1 (ul. Karmelicka 1) – dom Antoniego Strenka. Projektował Kazimierz Wyczyński, 1907.
- ul. Dunajewskiego 2 – neoklasycystyczna kamienica z połowy XIX wieku, przebudowana w 1896 roku.
- ul. Dunajewskiego 3 – kamienica z końca XIX wieku. Jest w niej placówka Powszechnego Zakładu Ubezpieczeń. Znajdowało się tutaj Muzeum Ubezpieczeń.
- ul. Dunajewskiego 4 – Pałac Juliana Dunajewskiego. Dom zbudowano ok. 1828 roku. W 1882 kupiony przez Juliana Dunajewskiego, profesora i rektora Uniwersytetu Jagiellońskiego. Przebudowany według projektu Antoniego Łuszczkiewicza. Około 1918 roku kupiony przez Jana Bisanza i przebudowany na restaurację. Kawiarnia U Bisanza była miejscem spotkań dziennikarzy i sportowców krakowskich klubów: Cracovii, Wisły, Jutrzenki i innych. Po 1945 w budynku działała się restauracja „Akacjowa” a następnie, do początków XXI wieku „Warszawianka”. Po remoncie w budynku znajdują się apartamenty.
- ul. Dunajewskiego 5 – dawny Dom Robotniczy. Budynek powstał ok. 1838 roku. W 1904 przebudowany, według projektu Władysława Kleinbergera. Działała w nim Miejska Kasa Chorych dla robotników. Został ponownie przebudowany w 1937. W latach 20. XX wieku w sali regularnie wyświetlano Fotodramę stworzenia[3]. W październiku 1921 roku odbył się po raz pierwszy w Polsce kongres Badaczy Pisma Świętego[4]. Znajdują się w nim m.in. specjalistyczne przychodnie lekarskie.
- ul. Dunajewskiego 6 – kamienica czynszowa. Projektował  Henryk Lamensdorf, 1908.
- ul. Dunajewskiego 7 – Pałacyk Marfiewicza także Willa Marfiewicza. Neorenesansowa willa wzniesiona dla Antoniego Marfiewicza, krakowskiego bankiera i przemysłowca. Powstał w latach 1858-1862 po przebudowaniu poprzedniego budynku, według projektu Filipa Pokutyńskiego. Obecnie ma w nim siedzibę Bank Spółdzielczy Rzemiosła.
- ul. Dunajewskiego 8 (ul. Garbarska 2) – budynek dawnego Banku Rolnego. Projektował Wacław Krzyżanowski, 1937. Powstał na miejscu Hotelu Krakowskiego zbudowanego według projektu Filipa Pokutyńskiego. Właścicielem hotelu, który powstał na miejscu dawnych łazienek, był Antoni Marfiewicz. W latach międzywojennych zamieniony został na bank, a działkę podzielono na 2 odrębne części – nr 7 i nr 8[5]. W latach 20. XX wieku w porze zimowej w wielkim basenie łaźni parowej Hotelu Krakowskiego odbywały się chrzty Badaczy Pisma Świętego[6][7].

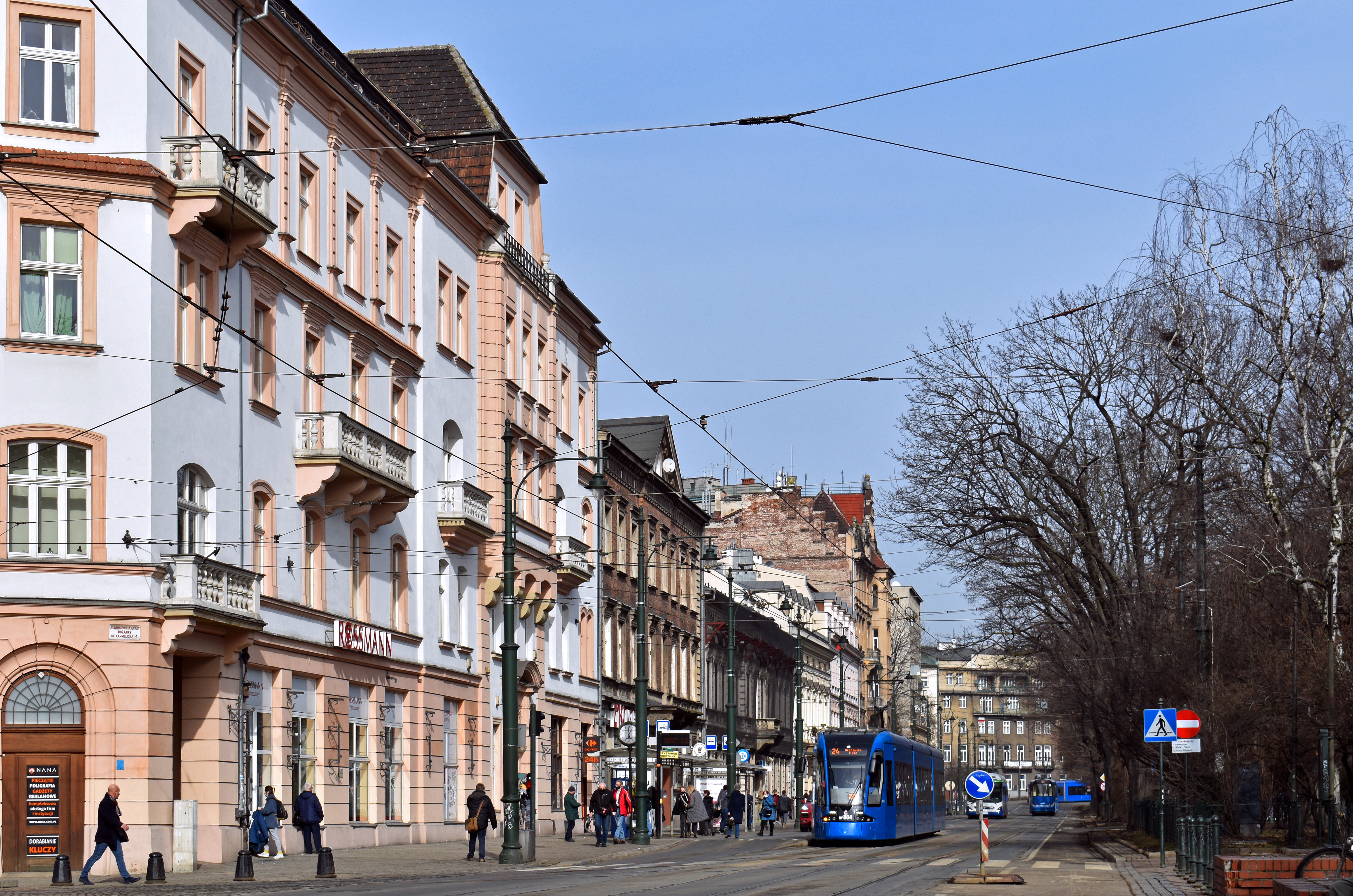
Ulica widziana ze skrzyżowania z ul. Karmelicką.
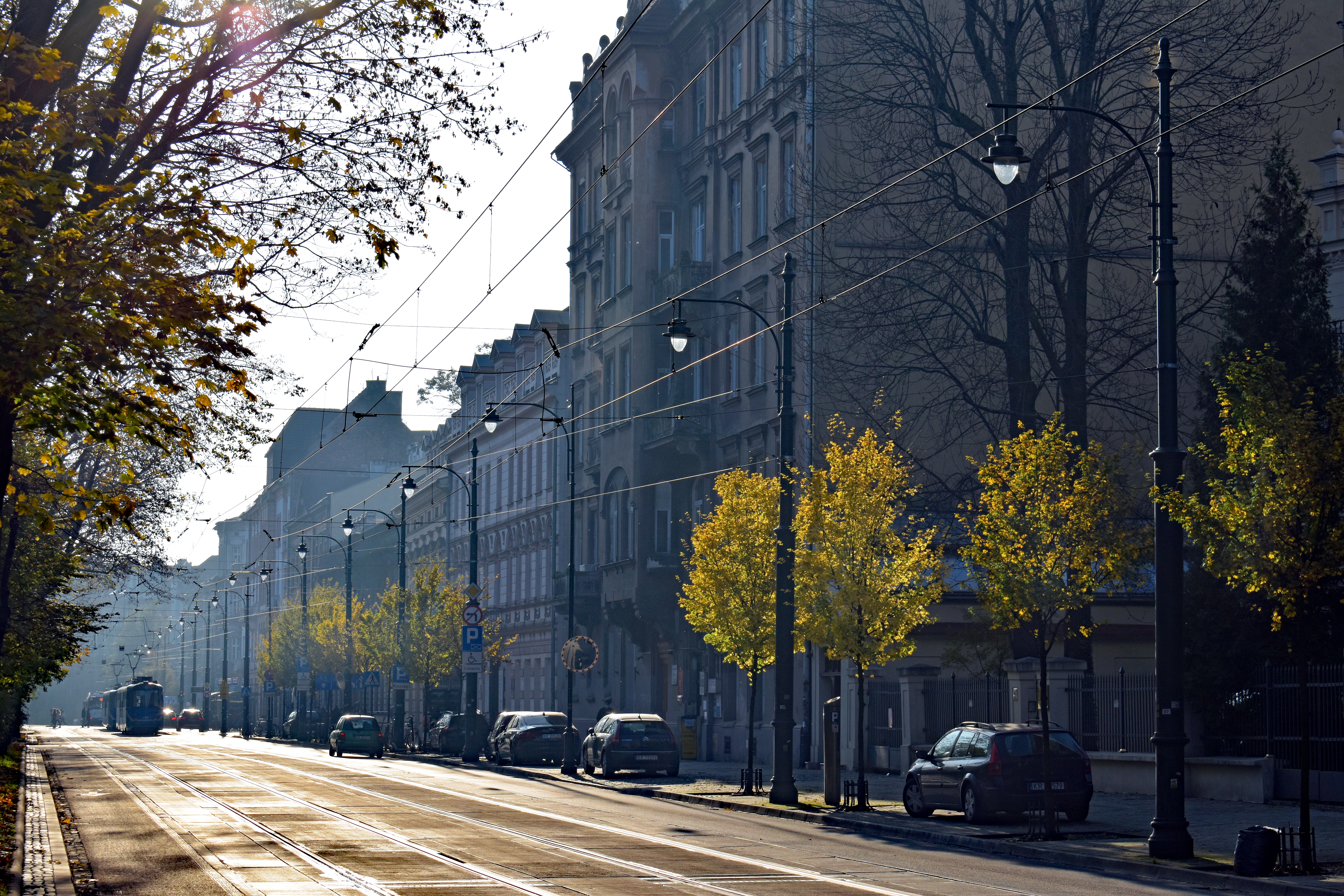
Widziana z północy.
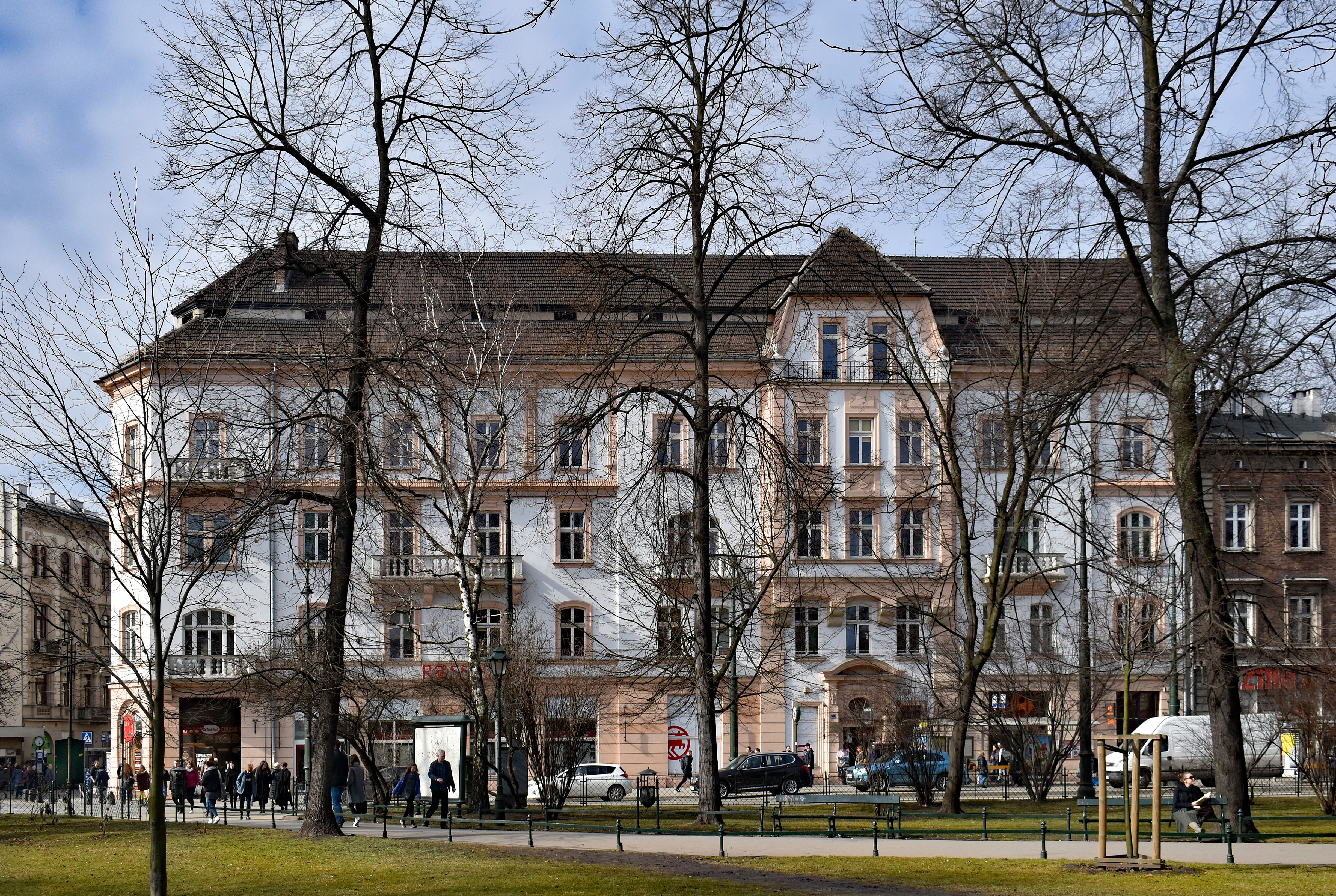
Ul. Dunajewskiego 1 (ul. Karmelicka 1). Dom Antoniego Strenka.
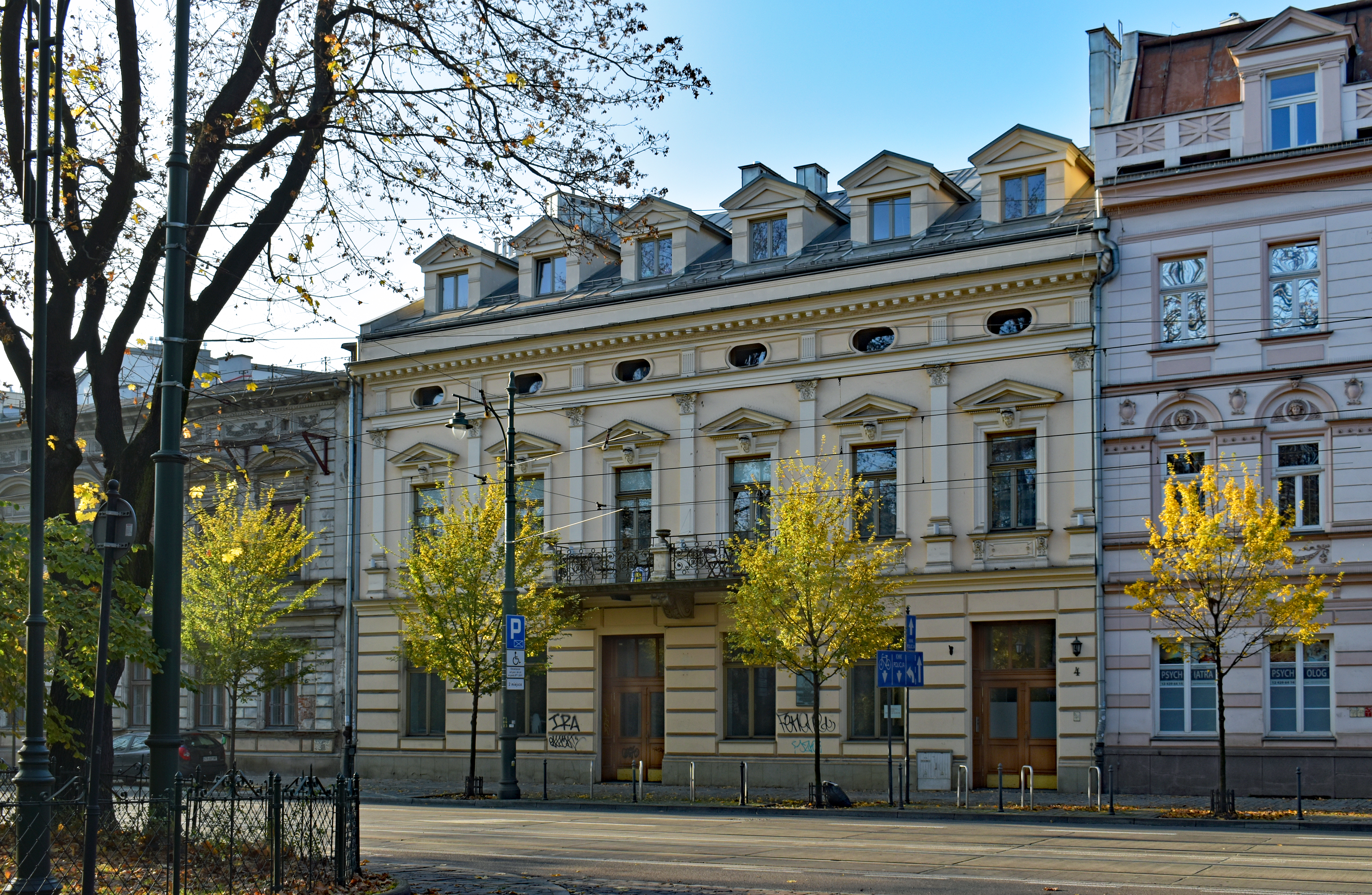
Ul. Dunajewskiego 4. Pałac Dunajewskiego.
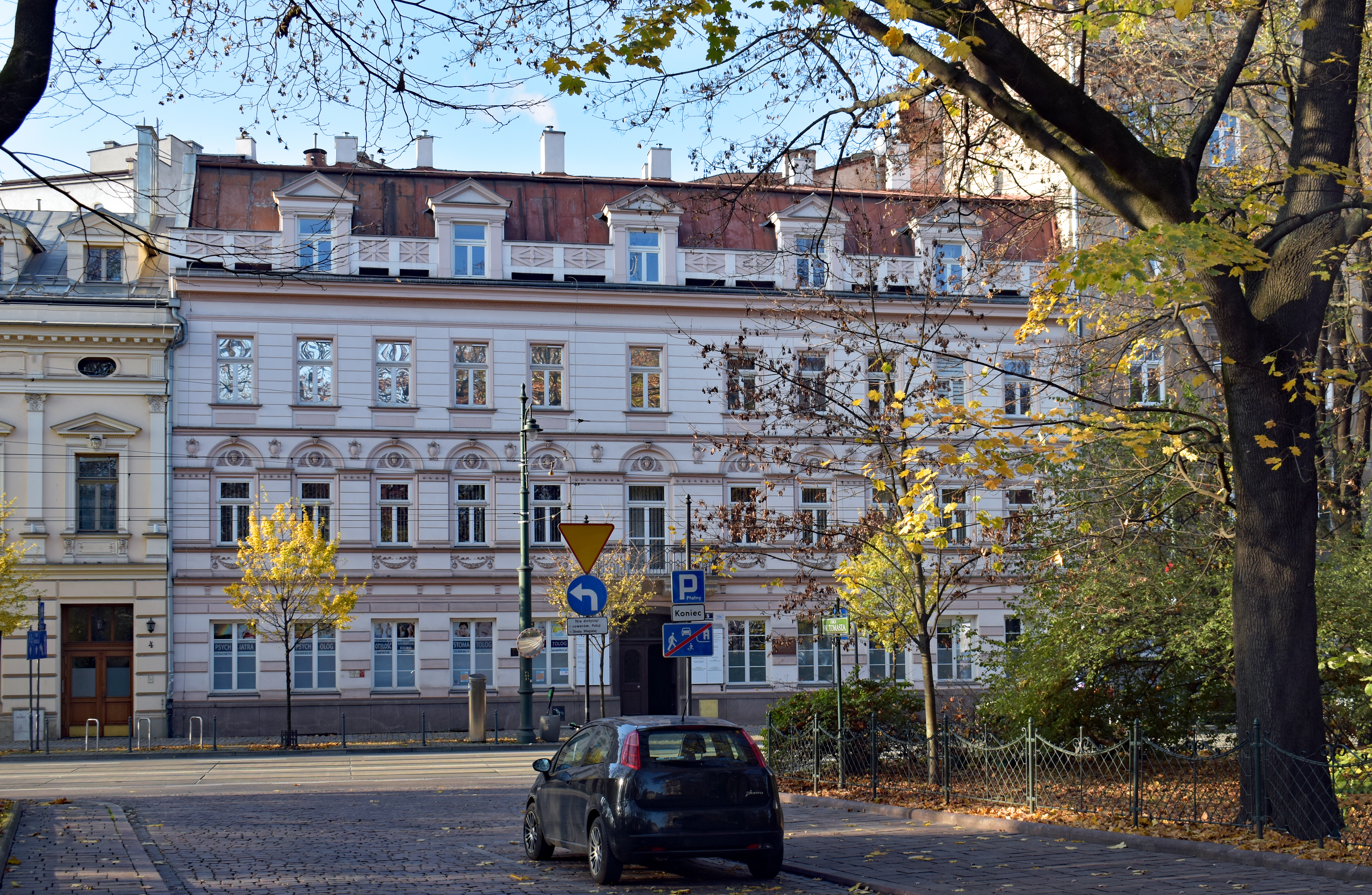
Ul. Dunajewskiego 5. Dawny Dom Robotniczy.
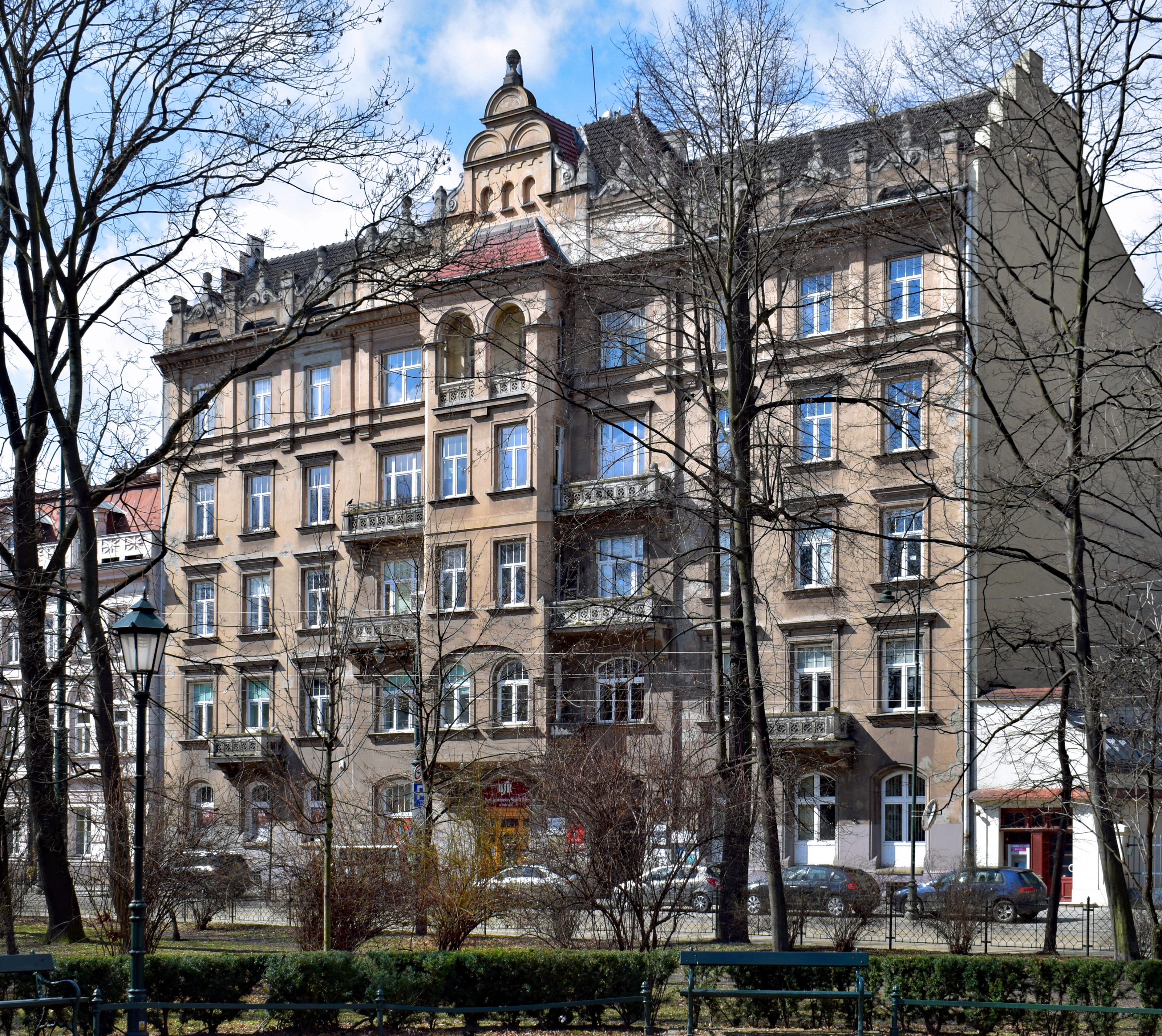
Ul. Dunajewskiego 6. Kamienica czynszowa.
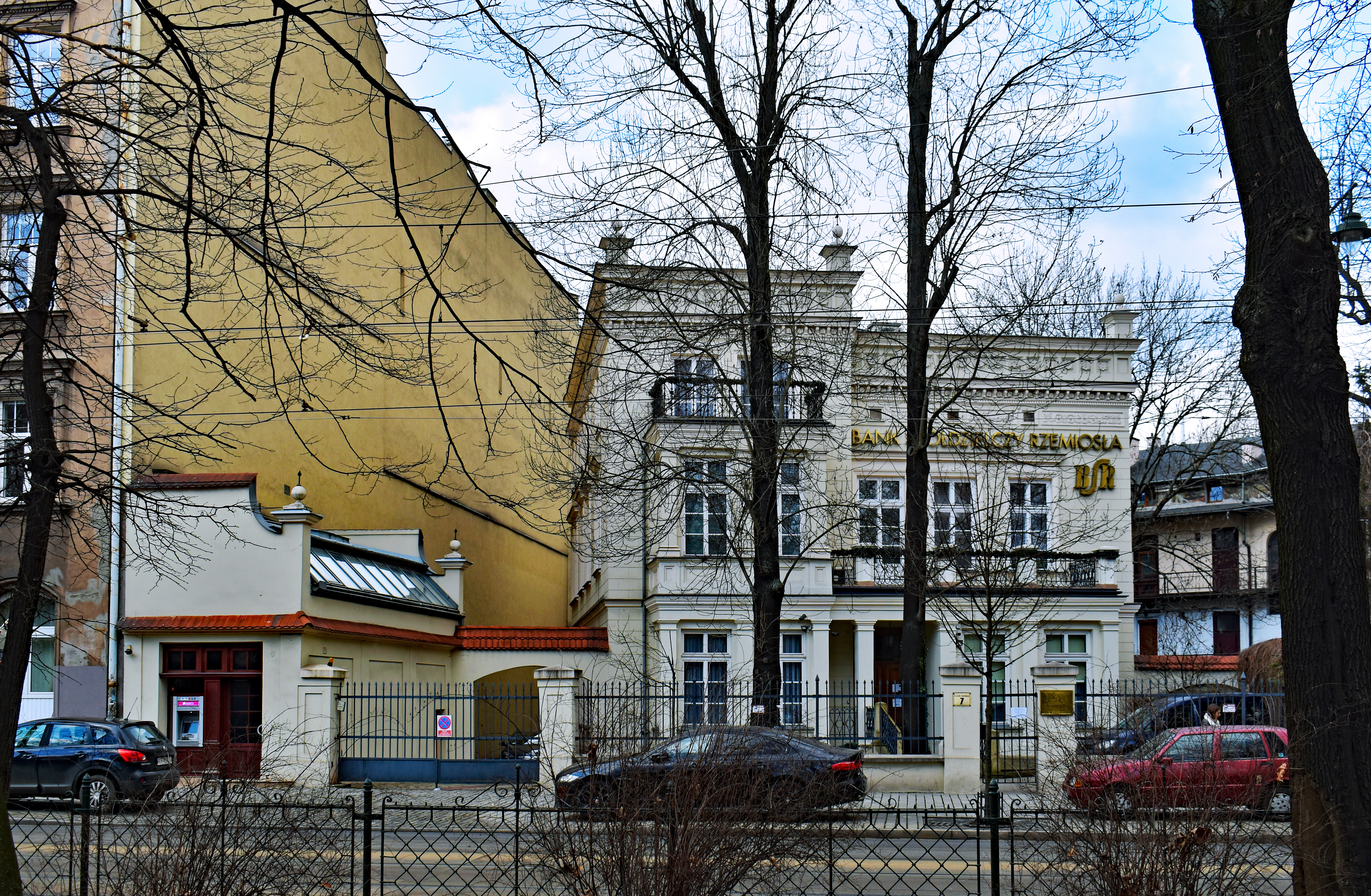
Ul. Dunajewskiego 7. Pałacyk Marfiewicza.
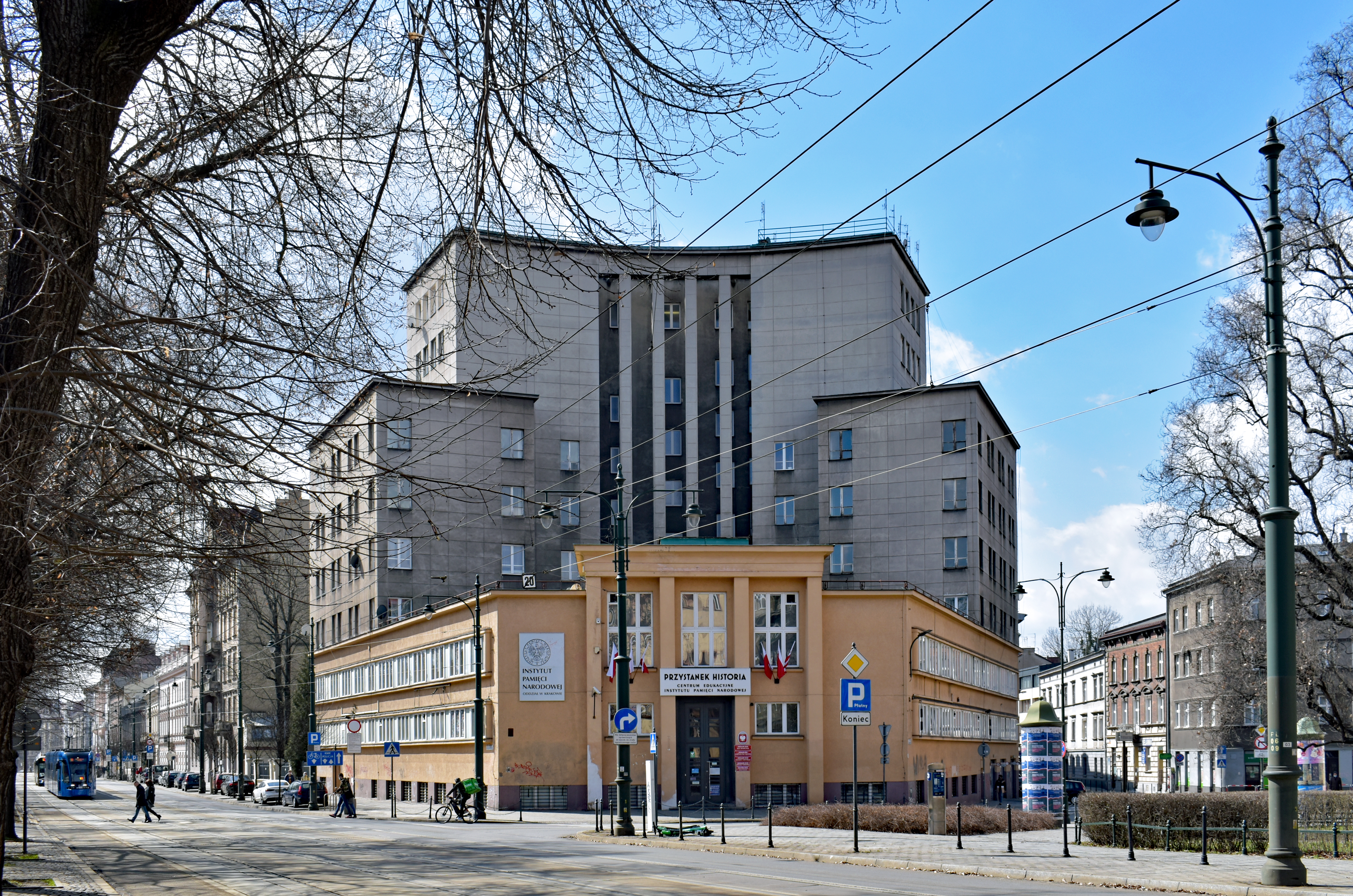
Ul. Dunajewskiego 8. Budynek dawnego Banku Rolnego.